# If I Were a Boy
Singles de Beyoncé
Just Stand Up!
(2008) Single Ladies (Put a Ring on It)
(2008)
Pistes de I Am... Sasha Fierce
Halo
(2)
If I Were a Boy est un single américain issu de l'album I Am... Sasha Fierce de la chanteuse de R'n'B Beyoncé. Il est resté pendant quatre semaines non consécutives numéro 1 des ventes mondiales de singles.

## Controverse
La chanson a été écrite et interprétée auparavant par une jeune artiste, BC Jean qui a travaillé avec Toby Gad. N'ayant pas finalisé la production de son album avec ce dernier, le producteur aurait alors repris la chanson sans l'accord de BC Jean et l'aurait attribuée à Beyoncé. Avertie par la suite de la reprise de sa chanson, Jean a entrepris une action en justice.

## Ventes
Le single s'est vendu à plus de 5 millions de copies dans le monde dont 2,7 aux États-Unis et 685 000 au Royaume-Uni ce qui en fait la chanson de Beyoncé ayant eu le plus de succès dans ce pays.

## Track Listing
| Dance Mixes EP 1. "If I Were A Boy (Maurice Joshua Mojo Uk Main Mix)" - 6:30 2. "If I Were A Boy (Maurice Joshua Mojo Uk Dub Mix)" - 6:28 3. "If I Were A Boy (Karmatronic Main Mix)" - 6:25 4. "If I Were A Boy (Dj Escape & Dom Capello Main Remix)" - 8:28 5. "If I Were A Boy (Maurice Joshua Uk Radio Edit)" - 3:14 6. "If I Were A Boy (Karmatronic Radio Edit)" - 3:31 7. "If I Were A Boy (Dj Escape & Dom Castello Radio Edit)" - 4:07 Dance Mixes EP Vol.2 1. "If I Were A Boy (Lost Daze Remix Main)" - 5:08 2. "If I Were A Boy (Mark Picchiotti Remix Club)" - 7:15 3. "If I Were A Boy (Mark Picchiotti Remix Dub)" - 7:15 4. "If I Were A Boy (Chase Girls Club Mix)" - 8:28 5. "If I Were A Boy (Lost Daze Radio Edit)" - 3:05 6. "If I Were A Boy (Mark Picchiotti Radio Edit)" - 3:42 7. "If I Were A Boy (Chase Girls Radio Edit)" - 3:31 | CD single 1. "If I Were a Boy" - 4:10 2. "Single Ladies (Put a Ring on It)" - 3:13 Remixes CD 1. "If I Were a Boy" 2. "If I Were A Boy (If I Were A Girl Remix) (feat. Lee Carr) - 4:09 3. "If I Were A Boy (Official Remix) (feat. R. Kelly) - 5:16 Spanish Promo Only CD single 1. "Si yo fuera un chico" - 4:09 2. "If I Were A Boy" - 4:10 |

## Classement du titre
| Classement (2008)                                 | Meilleure position |
| ------------------------------------------------- | ------------------ |
| Allemagne - German Singles Chart                  | 3                  |
| Brésil - Hot 100                                  | 1                  |
| Australie - Australian Singles Chart              | 3                  |
| Australie - Australian Urban Chart                | 1                  |
| Autriche - Austrian Singles Chart                 | 8                  |
| Belgique - Belgian Chart                          | 5                  |
| Canada - Canadian Hot 100                         | 4                  |
| Danemark - Denmark Singles Chart                  | 1                  |
| Espagne - Spanish Digital Single                  | 5                  |
| États-Unis - U.S. Billboard Hot 100               | 2                  |
| États-Unis - U.S. Billboard Pop 100               | 6                  |
| États-Unis - U.S. Billboard Hot R&B/Hip-Hop Songs | 18                 |
| États-Unis - U.S. Billboard Hot Digital Songs     | 1                  |
| Europe - Euro 200                                 | 1                  |
| Europe - Eurochart Hot 100 Singles                | 1                  |
| Finlande - Finnish Singles Chart                  | 5                  |
| France - French Downloads Chart                   | 7                  |
| France - Top 100 Singles                          | 5                  |
| Irlande - Irish Singles Chart                     | 2                  |
| Israël - Israeli Singles Chart                    | 2                  |
| Italie - Italian Singles Chart                    | 4                  |
| Japon - Japan Hot 100 Singles                     | 10                 |
| Nouvelle-Zélande - New Zealand Singles Chart      | 2                  |
| Norvège - 'Norwegian Singles Chart                | 1                  |
| Pays-Bas - Dutch Top 40                           | 1                  |
| Pays-Bas - Netherlands Singles Chart              | 1                  |
| Portugal - Portugal Singles Chart                 | 7                  |
| Slovaquie - Slovaque Airplay Chart                | 1                  |
| Suède - Swedish Singles Chart                     | 1                  |
| Turquie - Turkey Top 20 Chart                     | 2                  |
| Royaume-Uni - UK Singles Chart                    | 1                  |
| Royaume-Uni - UK Downloads Chart                  | 1                  |
| Royaume-Uni - UK R&B Chart                        | 1                  |
| Suisse - Switzerland Chart                        | 4                  |
| - World Chart                                     | 1                  |